# Seznam válečných lodí jednotlivých námořnictev

## Argentina – Armada Argentina
- Seznam argentinských letadlových lodí
- Seznam argentinských výsadkových lodí

## Austrálie – Royal Australian Navy
- Seznam australských letadlových lodí
- Seznam australských výsadkových lodí

## Brazílie – Marinha do Brasil
- Seznam brazilských letadlových lodí

## Čína – 中国人民解放军海军
- Seznam čínských bitevních lodí
- Seznam čínských letadlových lodí
- Seznam čínských výsadkových lodí

## Egypt - القوات البحرية المصرية
- Seznam egyptských výsadkových lodí

## Francie – Marine nationale
- Seznam francouzských letadlových lodí
- Seznam francouzských bitevních lodí
- Seznam francouzských výsadkových lodí
- Seznam francouzských řadových lodí
- Seznam francouzských křižníků
- Seznam francouzských torpédoborců
- Seznam francouzských ponorek

## Indie – Indické námořnictvo
- Seznam indických letadlových lodí

## Itálie – Regia Marina/Marina Militare
- Seznam italských letadlových lodí
- Seznam italských bitevních lodí
- Seznam italských křižníků
- Seznam italských torpédoborců
- Seznam italských ponorek

## Japonsko – Japonské císařské námořnictvo / Japonské námořní síly sebeobrany
- Seznam japonských letadlových lodí
- Seznam japonských bitevních lodí
- Seznam japonských křižníků
- Seznam japonských vrtulníkových torpédoborců
- Seznam japonských výsadkových lodí
- Seznam japonských torpédoborců
- Seznam japonských ponorek

## Jižní Korea – 대한민국 해군
- Seznam jihokorejských torpédoborců
- Seznam jihokorejských korvet

## Kanada – Royal Canadian Navy
- Seznam kanadských letadlových lodí
- Seznam kanadských křižníků
- Seznam kanadských fregat

## Litva – Lietuvos Karinės jūrų pajėgos
- Seznam litevských hlídkových lodí

## Lotyšské námořnictvo –Latvijas Jūras spēki
- Seznam lotyšských minolovek

## Německo – Kaiserliche Marine / Kriegsmarine / Německé námořnictvo
- Seznam německých letadlových lodí
- Seznam německých bitevních lodí
- Seznam německých bitevních křižníků
- Seznam německých křižníků
- Seznam německých torpédoborců
- Seznam německých ponorek

## Nizozemské královské námořnictvo – Koninklijke Marine
- Seznam nizozemských výsadkových lodí
- Seznam nizozemských fregat

## Norské královské námořnictvo - Sjøforsvaret
- Seznam norských bitevních lodí

## Polsko – Marynarka Wojenna Rzeczypospolitej Polskiej
- Seznam polských válečných lodí

## Rakousko-Uhersko – K. u k. Kriegsmarine
- Seznam válečných lodí Rakousko-uherského námořnictva

## Rumunsko – Forțele Navale Române
- Seznam rumunských fregat

## Rusko – Военно-Морской Флот
- Seznam ruských a sovětských letadlových lodí
- Seznam ruských bitevních lodí
- Seznam ruských křižníků
- Seznam ruských torpédoborců
- Seznam ruských ponorek

## Řecko – Ελληνικό Πολεμικό Ναυτικό
- Seznam řeckých korvet

## Spojené státy americké – US Navy
- Seznam amerických letadlových lodí
- Seznam amerických lehkých letadlových lodí
- Seznam amerických eskortních letadlových lodí
- Seznam amerických vrtulníkových výsadkových lodí
- Seznam amerických bitevních lodí
- Seznam amerických bitevních křižníků
- Seznam amerických křižníků
- Seznam amerických torpédoborců
- Seznam amerických ponorek

## Španělsko / Armada Española / Španělské námořnictvo
- Seznam španělských letadlových lodí
- Seznam španělských bitevních lodí
- Seznam španělských křižníků

## Švédsko – Svenska marinen
- Seznam švédských křižníků

## Tchaj-wan – 中華民國海軍
- Seznam tchajwanských fregat
- Seznam tchajwanských torpédoborců
- Seznam tchajwanských raketových člunů

## Velká Británie – Royal Navy
- Seznam britských letadlových lodí
- Seznam britských eskortních letadlových lodí
- Seznam britských bitevních lodí
- Seznam britských bitevních křižníků
- Seznam britských řadových lodí
- Seznam britských křižníků
- Seznam britských torpédoborců
- Seznam britských ponorek